# Nederlands kampioenschap zaalhandbal (mannenhandbal) 1958
Het Nederlands kampioenschap zaalhandbal 1958 was de vijfde editie van het Nederlands kampioenschap zaalhandbal bij de heren. Het NK werd op 22 en 23 februari 1958 gehouden in de Energiehal te Rotterdam.
Met de opsplitsing van het district Zuid in de districten Zuid-A en Zuid-B bestond het NK voor het eerst uit alleen districtskampioenen. Tot deze editie was er steeds één district, bij toerbeurt, dat twee deelnemers mocht leveren.
Net als bij de vorige editie vonden de voorronden op de zaterdag plaats, en de kruisfinales en de plaatseringswedstrijden op de zondag.

## Opzet
- Alleen zaalhandbalteams mogen deelnemen aan het Nederlands Kampioenschap zaalhandbal. Veldhandbalteams zijn uitgesloten.
- De kampioenen van de 6 districten, West-A, West-B, Oost, Noord, Zuid-A en Zuid-B, zijn geplaatst voor het NK zaalhandbal.

De 6 teams worden, door loting, ingedeeld in 2 groepen van 3.
In de group spelen de drie teams één keer tegen elkaar, waarna een eindstand wordt opgemaakt. De wedstrijden duren 2×17,5 min bij de heren en 2×12,5 min bij de dames. Als in de eindstand twee teams, of zelfs alle drie de teams, exact gelijk eindigen, wordt tussen deze ploegen een extra wedstrijd gespeeld. Dit zijn verkorte wedstrijden van 2×5 min. Voor de wedstrijden na de groepswedstrijden geldt dat bij een gelijke stand, een verlenging wordt gespeeld van 2×5 min. Is de stand dan nog gelijk, dan wordt er verlengd tot een van de twee ploegen scoort.
De nummers 1 en 2 uit beide groepen spelen kruisfinales tegen elkaar voor een plek in de finale om de titel. De verliezers van de kruisfinales spelen in de troostfinale voor de 3e en 4e plaats, en de nummers 3 van beide groepen spelen voor de 5e en 6e plaats.

## Poule A

### Teams
| Club     | Plaats    | District |
| -------- | --------- | -------- |
| Aalsmeer | Aalsmeer  | West-A   |
| HCG      | Groningen | Noord    |
| Olympia  | Hengelo   | Oost     |

### Stand/uitslagen
| Pos | Team     | Wed | W | G | V | Ptn | DV | DT | +/− | Opmerking    |  | AAL | OLY  | HCG |
| --- | -------- | --- | - | - | - | --- | -- | -- | --- | ------------ |  | --- | ---- | --- |
| 1   | Aalsmeer | 2   | 2 | 0 | 0 | 4   | 12 | 7  | +5  | Kruisfinales |  |     |      | 9–5 |
| 2   | Olympia  | 2   | 1 | 0 | 1 | 2   | 12 | 9  | +3  | Kruisfinales |  | 2–3 |      |     |
| 3   | HCG      | 2   | 0 | 0 | 2 | 0   | 11 | 19 | −8  | Plaats 5/6   |  |     | 6–10 |     |

## Poule B

### Teams
| Club   | Plaats    | District |
| ------ | --------- | -------- |
| EBHV   | Breda     | Zuid-B   |
| Hellas | Den Haag  | West-B   |
| PSV    | Eindhoven | Zuid-A   |

### Stand/uitslagen
| Pos | Team   | Wed | W | G | V | Ptn | DV | DT | +/− | Opmerking    |  | HEL  | PSV  | EBH  |
| --- | ------ | --- | - | - | - | --- | -- | -- | --- | ------------ |  | ---- | ---- | ---- |
| 1   | Hellas | 2   | 2 | 0 | 0 | 4   | 28 | 5  | +23 | Kruisfinales |  |      | 11–2 |      |
| 2   | PSV    | 2   | 1 | 0 | 1 | 2   | 15 | 14 | +1  | Kruisfinales |  |      |      | 13–3 |
| 3   | EBHV   | 2   | 0 | 0 | 2 | 0   | 6  | 30 | −24 | Plaats 5/6   |  | 3–17 |      |      |

## Plaatseringswedstrijden

### Schema
|  | Kruisfinales     | Kruisfinales |                  |   | Finale | Finale |
|  |                  |              |                  |   |        |        |
|  | 23 februari 1958 |              |                  |   |        |        |
|  |                  |              |                  |   |        |        |
|  | Aalsmeer         | 7            |                  |   |        |        |
|  | Aalsmeer         | 7            | 23 februari 1958 |   |        |        |
|  | PSV (n.V.)       | 8            |                  |   |        |        |
|  | PSV (n.V.)       | 8            | PSV              | 7 |        |        |
|  | 23 februari 1958 |              | PSV              | 7 |        |        |
|  |                  | Olympia      | 9                |   |        |        |
|  | Olympia          | Olympia      | 9                | 5 |        |        |
|  | Olympia          |              |                  | 5 |        |        |
|  | Hellas           | 2            |                  |   |        |        |
|  | Hellas           | 2            | Troostfinale     |   |        |        |
|  |                  |              |                  |   |        |        |
|  | 23 februari 1958 |              |                  |   |        |        |
|  |                  |              |                  |   |        |        |
|  | Aalsmeer         | 5            |                  |   |        |        |
|  | Aalsmeer         | 5            |                  |   |        |        |
|  | Hellas           | 3            |                  |   |        |        |

### Kruisfinales
| 23 februari 1958 | Aalsmeer                              | 7 – 8 (n.V.) | PSV | Energiehal, Rotterdam |
| 23 februari 1958 |                                       |              |     | Energiehal, Rotterdam |
| 23 februari 1958 |                                       |              |     | Energiehal, Rotterdam |
| 23 februari 1958 | Regulier: 5 – 5 Verlenging(en): 7 – 7 |              |     | Energiehal, Rotterdam |

| 23 februari 1958 | Olympia | 5 – 2 | Hellas | Energiehal, Rotterdam |
| 23 februari 1958 |         |       |        | Energiehal, Rotterdam |
| 23 februari 1958 |         |       |        | Energiehal, Rotterdam |

### Plaats 5/6
| 23 februari 1958 | HCG | 3 – 7 | EBHV | Energiehal, Rotterdam |
| 23 februari 1958 |     |       |      | Energiehal, Rotterdam |
| 23 februari 1958 |     |       |      | Energiehal, Rotterdam |

### Troostfinale
| 23 februari 1958 | Aalsmeer | 5 – 3 | Hellas | Energiehal, Rotterdam |
| 23 februari 1958 |          |       |        | Energiehal, Rotterdam |
| 23 februari 1958 |          |       |        | Energiehal, Rotterdam |

## Finale
| 23 februari 1958 | PSV | 7 – 9 | Olympia | Energiehal, Rotterdam |
| 23 februari 1958 |     |       |         | Energiehal, Rotterdam |
| 23 februari 1958 |     |       |         | Energiehal, Rotterdam |

## Eindstand
| Rang | Team     | District |
| ---- | -------- | -------- |
|      | Olympia  | Oost     |
|      | PSV      | Zuid-A   |
|      | Aalsmeer | West-A   |
| 4    | Hellas   | West-B   |
| 5    | EBHV     | Zuid-B   |
| 6    | HCG      | Noord    |